# Dimension d'un convexe
Cet article court présente un sujet plus développé dans : Ensemble convexe.
En géométrie affine, la dimension d’une partie convexe non vide d’un espace affine réel est la dimension du sous-espace affine engendré par cette partie.